# Siam-Hufeisennase
Die Siam-Hufeisennase (Rhinolophus siamensis)  ist eine Fledermausart aus der Familie der Hufeisennasen.

## Merkmale
Die Siam-Hufeisennase ist eine kleine Art und erreicht eine Kopf-Rumpf-Länge von 38 mm, eine Schwanzlänge von 14 mm, eine Hinterfußlänge von 8 bis 9 mm, eine Ohrenlänge von 19 bis 22 mm, eine Unterarmlänge von 36 bis 41 mm und eine Schädellänge von 17 bis 18 mm. Die Ohren sind groß im Verhältnis zu Körper. Der Antitragus ist klein. Die Gesichtsbreite (Jochbeinbreite) beträgt 8,2 mm und die Kieferlänge 6 bis 7 mm. Der dritte Mittelhandknochen ist etwas kürzer als der vierte und fünfte. Das Fell ist kurz, aber nicht wollig. Die Oberseite ist hellbraun und die Unterseite beigefarben. Das große Nasenblatt bedeckt die Oberlippe. Der breite und rundliche Sattel ist gut behaart. Die Lanzette ist dreieckig und mit einem rundlichen Oberfortsatz verbunden. Die Unterlippe hat drei Einkerbungen. Der erste Backenzahn in der oberen Zahnreihe besitzt einen Höcker. Der dritte untere Backenzahn ist klein und befindet sich außerhalb der Zahnreihe.

## Verbreitungsgebiet
Das Verbreitungsgebiet erstreckt sich von Yunnan in China, über Vietnam und Laos bis nach Thailand.

## Lebensweise und Lebensraum
Die Ruffrequenz liegt bei 51 kHz. Über Lebensweise und Lebensraum ist nur wenig bekannt. Die Art tritt gewöhnlich in kleiner Anzahl auf. Die Schlafplätze befinden sich Höhlen oder Minen, die sie oft mit anderen Fledermausarten teilen.

## Systematik
Die Siam-Hufeisennase gehört zur Artengruppe der Großohrigen Hufeisennase (Rhinolophus philippinensis). Sie wurde 1917 als Unterart der Langohrhufeisennase (Rhinolopus macrotis) beschrieben und ist seit 1999 als eigenständige Art anerkannt. Beide Taxa unterscheiden sich in der Größe und in der Ruffrequenz. In Laos und Vietnam haben sie ein sympatrisches Verbreitungsgebiet.

## Weblink
- Rhinolophus siamensis in der Roten Liste gefährdeter Arten der IUCN 2013.2. Eingestellt von: Chiozza, F., 2008. Abgerufen am 28. Dezember 2013.